# Giselle (ballet)
Pour les articles homonymes, voir Gisèle.
 (novembre 2010).
Si vous disposez d'ouvrages ou d'articles de référence ou si vous connaissez des sites web de qualité traitant du thème abordé ici, merci de compléter l'article en donnant les références utiles à sa vérifiabilité et en les liant à la section « Notes et références ».
Giselle, ou les Wilis est un ballet romantique en deux actes composé par Adolphe Adam sur un livret de Jules-Henri Vernoy de Saint-Georges et de Théophile Gautier, représenté pour la première fois le 28 juin 1841 à Paris. La chorégraphie originale est de Jean Coralli et Jules Perrot.

## Historique
Archétype du ballet romantique, Giselle semble bien être la plus ancienne chorégraphie du répertoire née de la convergence de multiples sources créatrices : Espagne, Allemagne, Italie et France.
Fantômes, poème de Victor Hugo publié dans Les Orientales en 1829, rapporte qu'une jeune Espagnole, par excès d'amour, danse jusqu'à en mourir.
On trouve la première évocation des wilis (ou willis) - ces spectres de jeunes fiancées défuntes, mi-nymphes, mi-vampires, qui poursuivent leurs fiancés pour les précipiter dans la mort - dans le recueil d'Heinrich Heine intitulé De l'Allemagne et paru en 1835.

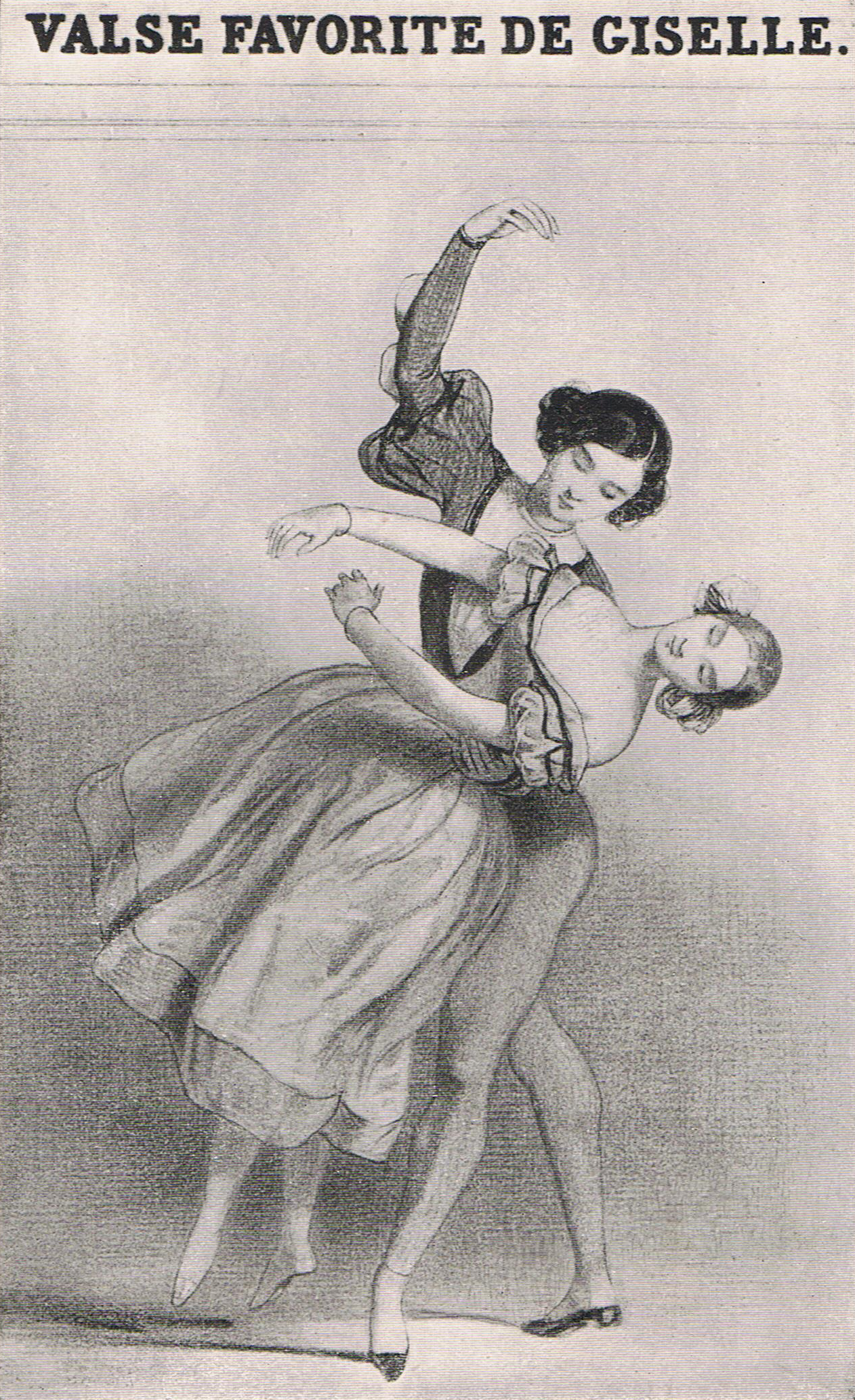
Grisi et Petipa dans le pas de deux de Giselle.

Heine inspire à son tour le Français Théophile Gautier qui en suggère l'argument à Jules-Henri Vernoy de Saint-Georges, lequel écrira le livret que son compatriote, Adolphe Adam, mettra en musique. Jean Coralli et Jules Perrot en établiront la chorégraphie. Perrot arrange les danses destinées à la créatrice du rôle, Carlotta Grisi, étoile italienne, qui a pour partenaire Lucien Petipa (le frère de Marius, plus connu pour son règne sur la scène chorégraphique de Saint-Pétersbourg et son influence qui dure encore).
L'argument du ballet est le suivant : en apprenant qu'Albrecht, qu'elle aime, est le noble fiancé d'une princesse, Giselle, paysanne naïve, meurt. La reine des Wilis, esprit de jeunes filles mortes vierges, décide qu'Albrecht doit suivre Giselle dans la tombe. Il est condamné à danser jusqu'à la mort par épuisement. Mais l'esprit de Giselle, en dansant avec lui, arrive à le sauver.Giselle reprend le thème traditionnel de l'amour plus fort que la mort qui remonte au mythe d'Orphée et d'Eurydice pour atteindre son apogée au milieu du XIXe siècle et tout au long des décennies suivantes dans les drames wagnériens.
Giselle est créé à Paris le 28 juin 1841 à l'Académie royale de musique (devenue l'Opéra de Paris), avec Carlotta Grisi dans le rôle-titre, le jour de ses 22 ans. Adèle Dumilâtre tient le rôle de Myrtha, la reine des Wilis, Lucien Petipa celui d’Albrecht, le chorégraphe Jean Coralli joue Hilarion. Grisi transcende son rôle : les critiques sont dithyrambiques ; des laudateurs vantent la légèreté de sa grâce : elle semble voler. Plus prosaïquement, le critique Edwin Denby signale que Carlotta Grisi utilise des fils dans le deuxième acte de Giselle pour « amplifier » ses sauts.
Avec son succès dans Giselle, le salaire à l'Opéra de Carlotta Grisi passe de 5 000 à 12 000 francs en 1842 et augmentera encore ; ces prétentions pécuniaires agaceront l'Opéra qui traînera la ballerine en justice où elle perdra en 1845.

Adam doit sa notoriété à cet archétype du ballet romantique, d'une grande richesse mélodique : 

« La musique de Monsieur Adam est supérieure à la musique ordinaire des ballets ; elle abonde en motifs, en effets d'orchestre ; elle contient même, attention touchante pour les amateurs de musique difficile, une fugue très bien conduite. Le second acte résout heureusement ce problème musical du fantastique gracieux et plein de mélodie. »

— Théophile Gautier.

« Qu'a donc fait Adolphe Adam dans Giselle ? Non seulement il a fait la musique la plus symphonique qu'il a pu, mais il a donné dans ce qu'on est convenu d'appeler la musique savante ; il a fait danser les Wilis sur une fugue, une vraie fugue classique, assez étonnée, à vrai dire, de se trouver là. Il a fait aussi, dans Giselle, de vrais airs de danse […] Y avait-il donc, dans cet ennemi de la musique sérieuse et de la symphonie (Adolphe Adam), un symphoniste qui s'ignorait ? Le plus célèbre de ses ballets, Giselle, est un pur chef-d'œuvre […] L'instrumentation en est originale, colorée, merveilleuse. »

— Camille Saint-Saëns, Écrits sur la musique et les musiciens, Vrin, 1870-1921.
« Giselle est un bijou, poétique, musical et chorégraphique », déclarait Tchaïkovski, qui relisait toujours la partition d'Adam avant d'écrire un nouveau ballet.

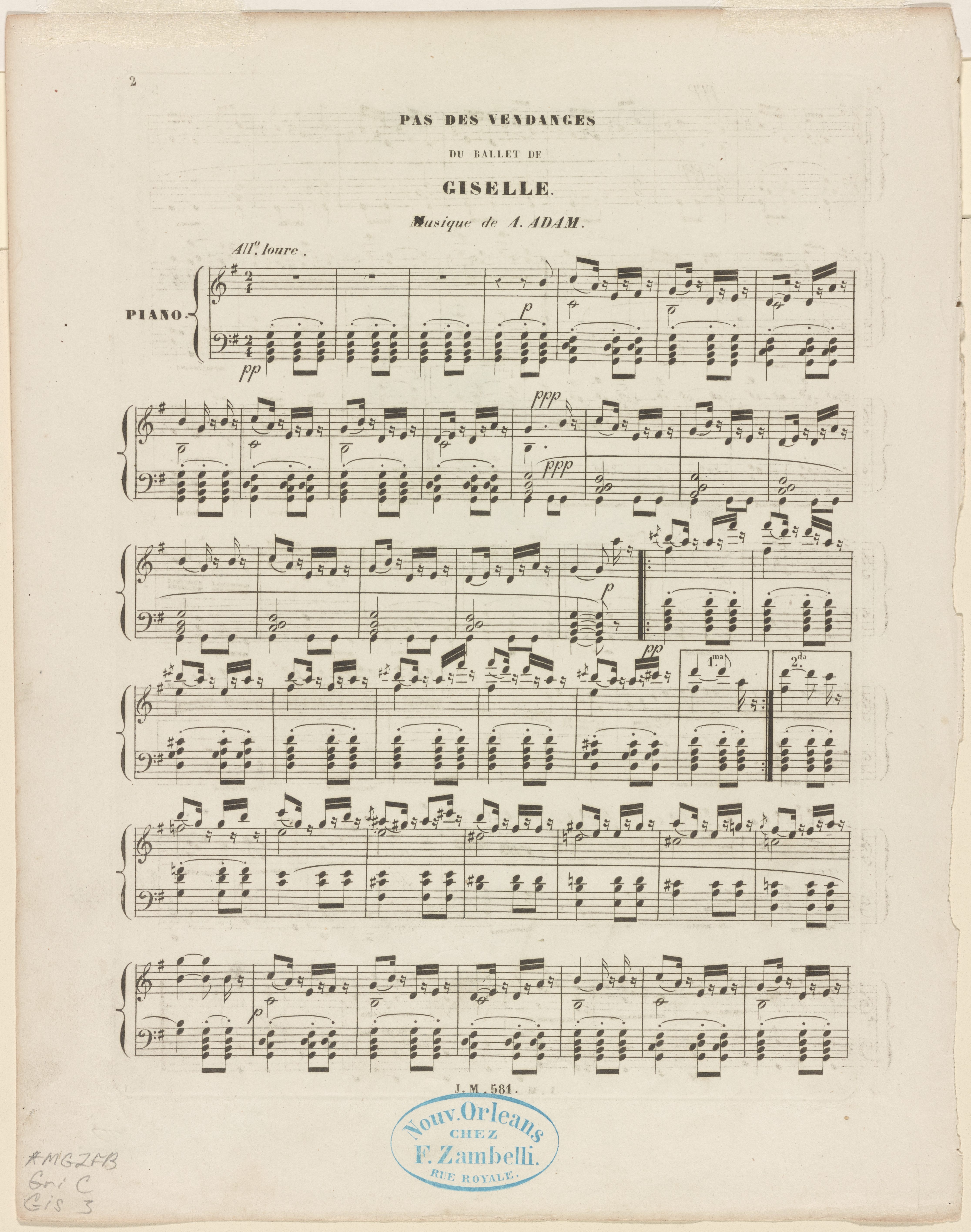
« Pas des vendanges » d'A. Adam dans Giselle, dansé par C. Grisi et L. Petipa.

Dès la création, les caprices chorégraphiques insérèrent à la partition d'Adam, un morceau alors très en vogue, "Souvenir de Ratisbonne", dû à Johann Friedrich Burgmüller. A l'acte I du ballet, ce morceau devint le "Pas-de-deux des jeunes paysans"... Oublié aujourd'hui, Burgmüller composa un ballet l'année suivante, de nouveau sur un livret de Théophile Gautier, "La Péri".
En 1841, un an après la première prestation de Carlotta Grisi à Londres, une version fantastique et mélodramatique de Giselle fut présentée sur une scène londonienne sous le titre : Giselle or the Phantom Night Dancers.
Devenu le maître de ballet au Théâtre impérial Mariinski, Marius Petipa montera Giselle en 1887, marquant le début de l'approche moderne de ce ballet, approche qui perdure depuis lors.

## Personnages

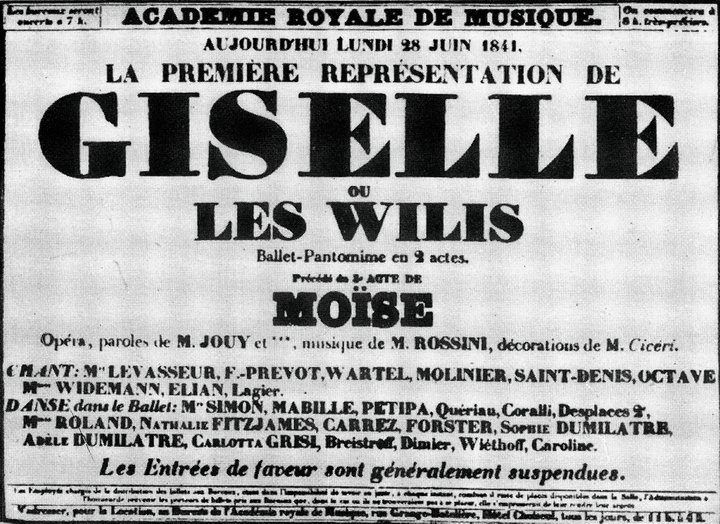
Affiche de la première, 28 juin 1841.

| Personnages           | Rôles                                         | Première, 28 juin 1841 |
| --------------------- | --------------------------------------------- | ---------------------- |
| Giselle               | Une paysanne                                  | Carlotta Grisi         |
| Albrecht              | Duc de Silésie et paysan du nom de Loys       | Lucien Petipa          |
| Hilarion              | Un garde-chasse épris de Giselle              | Jean Coralli           |
| Myrtha                | La reine des Wilis                            | Adèle Dumilâtre        |
| Le duc de Courlande   |                                               |                        |
| La princesse Bathilde | Fille du précédent et fiancée au duc Albrecht |                        |
| Berthe                | Mère de Giselle                               |                        |
| Wilfried              | Écuyer d'Albrecht                             |                        |
| Un chasseur           |                                               |                        |
| Deux wilis            |                                               |                        |

## Argument
Giselle, jeune paysanne, aime Albrecht, qui lui a juré fidélité. Elle danse en son honneur, oubliant les remontrances de sa mère, qui lui rappelle l’histoire des wilis, ces jeunes filles transformées en fantômes pour avoir trop dansé. Amoureux de Giselle, le garde-chasse Hilarion découvre qu’Albrecht n’est autre que le duc de Silésie, fiancé à la fille du duc de Courlande. Devant tous, il révèle l’identité de son rival. Giselle en perd la raison et s’effondre sans vie.
Venus se recueillir le soir sur la tombe de Giselle, Hilarion et Albrecht sont la proie des wilis et de leur reine, l’implacable Myrtha, qui les condamne à danser jusqu’à la mort. Sortant de sa tombe, Giselle, nouvelle wili, tente en vain d’intervenir. Albrecht ne sera sauvé que par les premières lueurs de l’aube qui font rentrer les wilis dans leurs tombes.

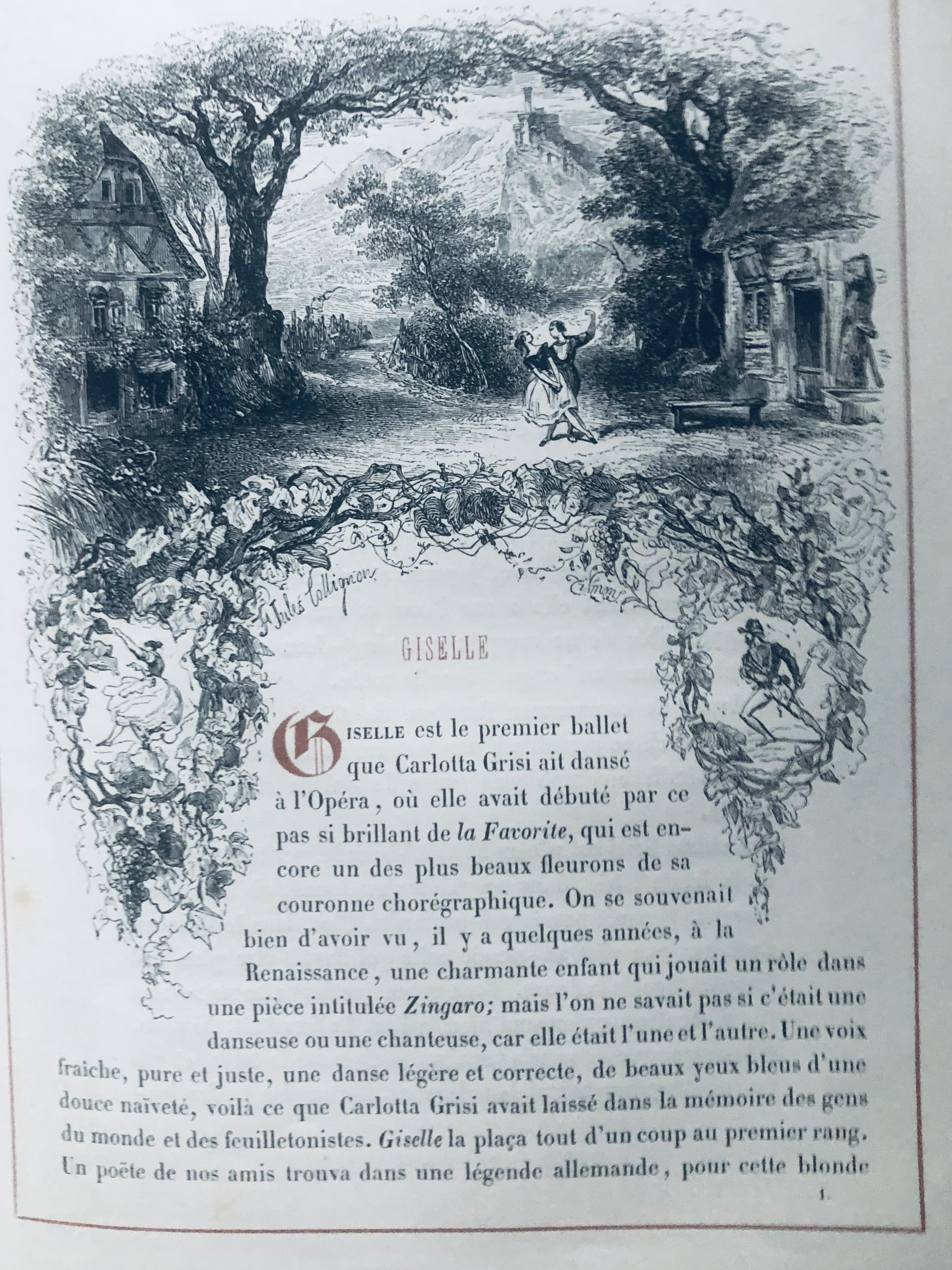
Giselle ballet.

## Principales versions

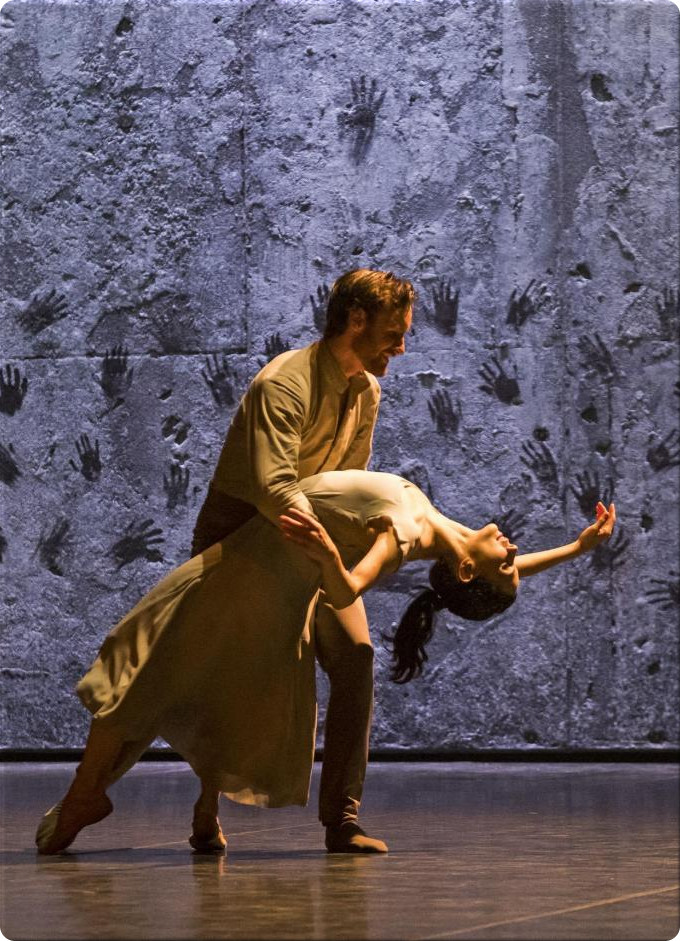
Tamara Rojo dans Giselle chorégraphié par Akram Khan.

### Ballet
- 1841 : Paris (rôles principaux : Carlotta Grisi, Lucien Petipa et Adèle Dumilâtre)
- 1842 : Londres  (rôles principaux : Carlotta Grisi, Lucien Petipa)
- 1884 : Saint-Pétersbourg (nouvelle création de Jules Perrot et Marius Petipa)

Riccardo Drigo y ajoutera une variation pour Emma Bessone (1886) et une autre variation pour Elena Cornalba, appelée aussi Pas seul (1887). Ludwig Minkus y ajoutera un Pas de deux.
- 1903 : Paris (chorégraphie de Joseph Hansen avec Carlotta Zambelli, Louise Mante et Emma Sandrini)
- 1910 : Paris (chorégraphie de Michel Fokine pour les Ballets russes de Serge de Diaghilev)
- 1932 : Paris (chorégraphie de Serge Lifar)
- 1963 : Moscou (chorégraphie de Leonid Lavrovski)
- 1971 : Londres (chorégraphie de Mary Skeaping)
- 1972 : La Havane (chorégraphie d'Alicia Alonso)
- 1982 : Stockholm (chorégraphie de Mats Ek)
- 1984 : New York (chorégraphie de Frederick Franklin d'après Jean Coralli et Jules Perrot)
- 1989 : Stuttgart (chorégraphie de Marcia Haydée)
- 1991 : Paris (chorégraphie de Patrice Bart et d'Eugène Polyakov à l'occasion du 150e anniversaire de la création du ballet)
- 2009 : Opéra de Lyon (chorégraphie de Mats Ek musique Adolphe Adam Directeur du ballet de l'Opéra de Lyon Yorgos Loukos)
- 2013 : Saint-Pétersbourg (chorégraphie de Jean Coralli, Jules Perrot et Marius Petipa réinterprétée par Nikita Dolgushin)

### Film
- 1987 : Herbert Ross a réalisé un film intitulé Dancers (en)[7] qui met le ballet Giselle en abyme, de la même manière que Carlos Saura l'a fait pour l'opéra Carmen. Les deux premiers rôles sont joués et dansés par Mikhaïl Barychnikov et Alessandra Ferri.
- 2014 : Toa Frazer réalise un film intitulé Giselle (en) avec le Ballet national de Nouvelle-Zélande. Giselle est dansé par l'américaine Gillian Murphy et Albrecht par le chinois Qi Huan.
- 2019 : Léopold Gautier réalise une adaptation en film-ballet qui replace l'action de l'œuvre à Paris de nos jours, avec Pauline Sarrazin et Julien Mathieu dans les rôles titres.

### Discographie sélective des versions intégrales
1959 : Orchestre symphonique de Londres, dirigé par Anatole Fistoulari, 2 CD Mercury, compléments : Offenbach/Rosenthal : Gaîté Parisienne et Strauss J.: Le Bal des cadets (dirigés par Antal Dorati) ; l'une des versions les plus fidèles de ce que l'on peut entendre aujourd'hui de "Giselle" lors d'une représentation.
1967 : Orchestre national de l'Opéra de Monte-Carlo, dirigé par Richard Bonynge, 2 CD Decca = Par deux fois, Richard Bonynge dirige la partition "sur-complète" d'Adolphe Adam, rétablissant toutes les coupures traditionnelles, telle la "Fugue" des Wilis ou le retour de Bathilde et de la chasse à la fin de l'Acte II (scène abandonnée de nos jours car jugée trop prosaïque scéniquement). Cet enregistrement de 1967 est plus nerveux que celui de 1986.

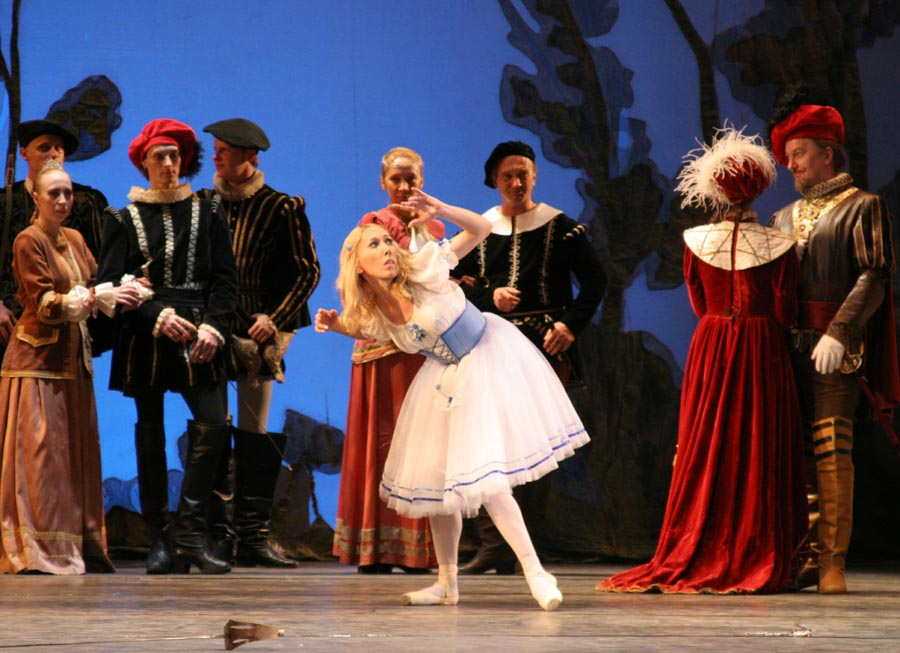
La ballerine russe Oxana Kouzmenko et d'autres danseurs dans Giselle en 2008 au théâtre d'opéra et de ballet de Saratov.

1972 : London Festival Ballet Orchestra, dirigé par Terence Kurn, 2 CD EMI, compléments : Drigo : Pas-de-deux supplémentaire pour "Le Corsaire" d'Adam ; Minkus : Scène du Royaume des Ombres de "La Bayadère" (par l'Orchestre symphonique de Sydney, dirigé par John Lanchbery). C'est une version dynamique de ce pilier du répertoire, non dénuée de poésie.
1975 : Orchestre du Bolchoï de Moscou, dirigé par Alghis Jouraïtis, 2 CD Empire Musicwerks. Précision : l'orchestration est de Boris Assafiev, avec ajout de quelques pages de Ludwig Minkus insérées, tels une valse et un grand pas-de-deux = au-delà de la curiosité musicale, cette orchestration semble assez lourde et s'intègre de manière bancale à la partition d'Adam.
1986 : Orchestre du Royal Opera House, Covent Garden, dirigé par Richard Bonynge, 2 CD Decca = seconde direction discographique de cette œuvre par Richard Bonynge, elle aussi « sur-complète » au niveau de la partition d'origine, rétablissant toutes les coupures traditionnelles, telle la "Fugue" des Wilis ou le retour de Bathilde et de la chasse à la fin de l'Acte II. Cet enregistrement de 1986 est moins nerveux que celui de 1967, mais l'orchestre du Covent Garden séduit par son opulence.
1987 : Orchestre du Bolchoï de Moscou, dirigé par Alexandre Kopylov. = Attention : présentée comme intégrale, cette version éditée en CD en 2010, comporte de nombreuses coupures...
1994 : Orchestre symphonique de la radio slovaque, dirigé par Andrew Mogrelia, 2 CD Naxos
Parmi les versions intégrales, voici l'une des plus réussies parmi les plus récentes.
Pour information, Richard Bonynge et Andrew Mogrelia se sont faits les "champions" des ballets d'Adam : Bonynge a réalisé pour Decca les premiers enregistrements mondiaux du "Diable à quatre" et du "Corsaire". Mogrelia a fait de même chez Marco Polo avec "La Jolie fille de Gand" et "La Filleule des fées".

## Giselledans la danse contemporaine

### Creole Giselle(1984)
Le scénario d'origine a été modifié mais la musique et la chorégraphie suivent de très près l'original. L'action se situe en Louisiane en 1841. C'est la période d'avant la guerre de Sécession. Les Noirs se divisent en deux castes : les « nobles » sont ceux qui sont affranchis de l'esclavage depuis plusieurs générations. Ils s'opposent aux affranchis ou enfants d'affranchis. Ainsi l'opposition de deux classes sociales se retrouve comme dans le scénario d'origine. La troupe du Dance Theatre of Harlem se compose exclusivement de Noirs américains.
Cette version existe en DVD :
- Troupe de ballet : Dance Theatre of Harlem
- Scénario : Arthur Mitchell et Carl Michel d'après Théophile Gautier
- Chorégraphie : Frederick Franklin d'après Jean Coralli et Jules Perrot
- Orchestre de la radio danoise
- Direction musicale : Tadeusz Wojciechowsk
- Danseurs :
  - Virginia Johnson : Giselle Lanaux
  - Eddie J. Shellman : Albert Monet-Cloutier
  - Lowell Smith : Hilarion Guidry
  - Lorraine Graves : Myrtha
- Ballet créé le 13 juillet 1984, enregistré dans les studios de la radio danoise à Århus (Danemark) en 1988.
- Distribution KULTUR, 2005.

### Gde Garry Stewart

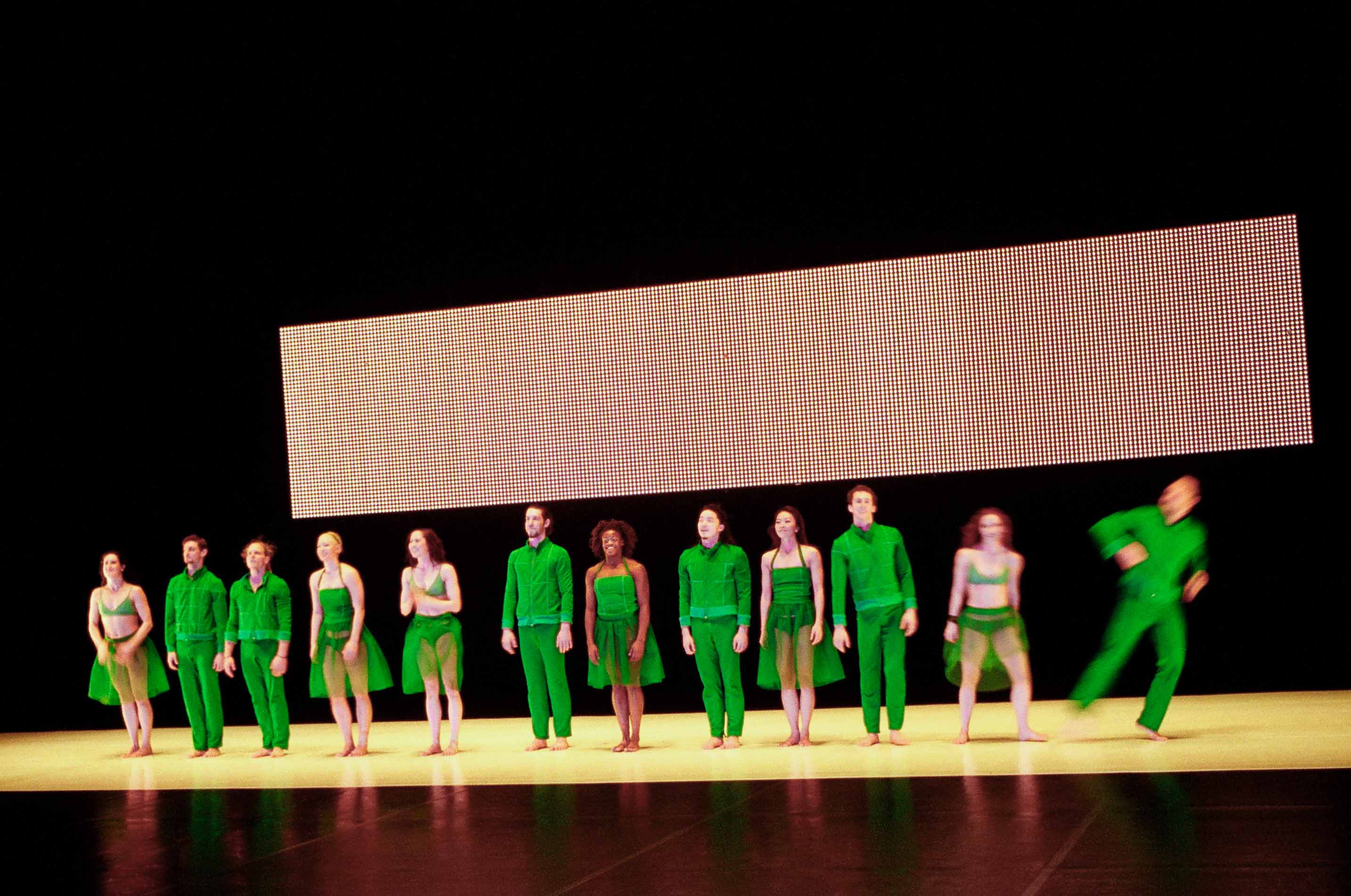
G au théâtre de la Ville à Paris en 2008.

- Troupe de ballet : Australian Dance Theatre (ADT)
- Conception et direction : Garry Stewart
- Chorégraphie : Garry Stewart et les danseurs de l’ADT
- Musique : Luke Smiles
- Conception des décors : Garry Stewart
- Coproduction : The Joyce Theater’s Stephen and Cathy Weinroth Fund for New-York (New York) / Southbank Centre (London) / Merrigong Theatre Co. (Wollongong) / Théâtre de la Ville / Arts Projects Australia
- Ballet créé en 2008 lors du Adelaide Bank Festival of Arts ; tournée européenne à l'automne 2008.

Ballet contemporain, les danseurs se déplacent du côté jardin vers le côté cour. Mots, phrases et expressions relatifs à Giselle ou à la lettre G apparaissent sur l'écran au fond de la scène. Couleur verte omniprésente dans l'œuvre.

### Gisellede Mats Ek
- Relecture contemporaine du ballet classique
- Actuellement au répertoire du ballet de l'Opéra de Lyon et du ballet de l'Opéra national de Paris

### Gisellede Dada Masilo
Cette version prend racine dans les campagnes de l’Afrique du Sud. Dada Masilo y explore les rituels et les cérémonies traditionnelles africaines. Myrtha, Reine des Wilis, est un Sangoma – un guérisseur traditionnel africain. Les Wilis ne sont pas des filles douces et tristes, mais plutôt des êtres – hommes et femmes – terrifiants. Leurs esprits ne peuvent être libérés que s’ils provoquent la mort de ceux qui leur ont fait du tort. Ils ont le cœur brisé et veulent se venger. Ici, Giselle ne pardonne pas. Après sa vengeance, elle est délivrée du monde des mortels.
- Chorégraphie : Dada Masilo
- Musique : Philip Miller ; avec le soutien de SAMRO FOUNDATION (musique inspirée de la partition initiale d’Adolphe Adam, entièrement réécrite, avec des percussions africaines)
- Dessins projetés : William Kentridge
- Costumes : David Hutt – Donker Nag Helder Dag (Acte 1) ; Songezo Mcilizeli & Nonofo Olekeng – Those Two Lifestyle (Acte 2)
- Musiciens pour l’enregistrement :
  - Voix : Ann Masina, Vusumuzi Nhlapo, Bham Maxwell Ntabeni, Tumelo Moloi
  - Violon électrique : Waldo Alexander
  - Violon et alto : Emile de Roubaix
  - Violoncelle : Cheryl de Havilland
  - Cor : Shannon Armer
  - Percussions : Tlale Makhene, Riaan van Rensburg
  - Arrangement final : Gavan Eckhart
- Troupe de danseurs : The Dance Factory, Johannesbourg, Afrique du Sud
- Assistant à la direction : David April
- Lumières : Suzette le Sueur
- Ce spectacle est une commande de : The Joyce Theater’s Stephen and Cathy Weinroth Fund for the arts ; Hopkins Center for the Arts ; Dartmouth College ; Biennale de la danse de Lyon 2018 ; Sadler's Wells Theatre
- Soutien additionnel par : La Bâtie-Festival de Genève
- Première mondiale : DansensHus, Oslo, 4 mai 2017

## Giselledans la culture populaire
- Dans l'épisode d'Angel Les coulisses de l’éternité, une troupe de ballet fantôme est condamnée à rejouer Giselle tous les soirs, de la même manière, pour l'éternité.
- Dans le film d'animation Barbie : Rêve de danseuse étoile, Giselle est l'un des ballets qu'interprète Barbie/Krystin.
- Dans le drama sud-coréen Angel's Last Mission: Love, Giselle est le nouveau spectacle à l'affiche de la Fantasia Ballet Company qui permet d'introduire et de rythmer les différentes intrigues de l'histoire.